# Golfo Pérsico
El golfo Pérsico es un gran golfo marino de poca profundidad (30 metros de media) ubicado entre Irán y la península arábiga. Constituye una extensión del océano Índico en la región de Oriente Próximo.
Esta masa de agua de 251 000 km² está conectada con el mar Arábigo al este mediante el estrecho de Ormuz y el golfo de Omán, y su límite occidental está marcado por el gran delta del río Shatt al-Arab (río Arvand de los iraníes), formado por la confluencia de los ríos Éufrates y Tigris.
El golfo Pérsico es rico en vida marina, con extensos arrecifes de coral y ostras, pero su fauna y flora han estado en peligro por los continuos vertidos de petróleo y las guerras asociadas a estos, como la guerra del Golfo y la guerra entre Irán e Irak.
Baña las costas dé Irán, Irak, Kuwait, Arabia Saudita, Baréin, Catar, Emiratos Árabes Unidos y Omán (solo el exclave de Musandam).
Dio nombre a la guerra del Golfo, que entre 1990 y 1991 enfrentó a la coalición internacional encabezada por Estados Unidos contra Irak por la invasión de este último del emirato de Kuwait.

## Polémica sobre el nombre
El vocablo persa خلیج فارس khalij-e fārs, era denominado Limen Persikos por los antiguos griegos, con el nombre latino Sinus Persicus por los romanos, al-Bahr al-Farsi (el mar pérsico) por los geógrafos árabes medievales.
Los países árabes ribereños han rechazado en las últimas décadas la expresión «golfo Pérsico» para referirse a él, (en árabe: الخليج الفارسي‎, romanizado: al-khalij al-farsi), o sencillamente «El Golfo». Sin embargo, la ONU (con 22 miembros árabes) emitió dos directivas, una en 1994 y otra en 1999, consagrando el nombre histórico, Golfo Pérsico, como nombre correcto de este cuerpo de agua, que separa la meseta persa de la península arábiga.
La Organización Hidrográfica Internacional lo llama golfo de Irán.
En octubre de 2017, la Organización Mundial de la Propiedad Intelectual, como organismo de las Naciones Unidas, registra el Golfo Pérsico en un certificado oficial basado en el Acuerdo de Lisboa para la Protección de las Denominaciones de Origen y su Registro Internacional. El reconocimiento de ese nombre en el Certificado de Registro para la Perla del Golfo Pérsico indicó el reconocimiento del nombre del cuerpo de agua como tal. Según este acuerdo basado en el Derecho Internacional, ningún país, gobierno u organización puede usar otro nombre para referirse al Golfo Pérsico.

## Historia
La cuenca superficial sobre la que descansa actualmente el Golfo fue una extensa región fértil con un valle y pantanos, donde desaguaban todos los ríos de la cuenca del Pérsico, entre el Último Máximo Glacial y el principio del Holoceno, según describe el arqueólogo Jeffrey Rose, de la Universidad de Birmingham. El valle constituyó un refugio ambiental para los primeros humanos durante un período con grandes oscilaciones climáticas. Este podría ser el origen de las leyendas sobre la aparición de Dilmun.
Los asentamientos más remotos fueron los de las tribus nómadas que vivieron en las costas meridionales. A finales del IV a. C., esta zona empezó a ser controlada por la civilización de Dilmun. En los valles del Éufrates y del Tigris nacieron y prosperaron los mesopotámicos, cuya expansión amenazaría más tarde a todos los pueblos del Golfo. Durante un período prolongado de tiempo el asentamiento más importante a las orillas del Golfo fue Gerrha. Dos siglos después, los lájmidas, que vivían en el actual Yemen, migraron al norte y fundaron el Reino Lájmida, a lo largo de la costa meridional. Ocasionalmente se produjeron batallas entre los distintos reinos ribereños. Shapur II, rey de los sasánidas, invadió a los lájmidas y consiguió hacerse con las costas meridionales del Pérsico. Durante el s. VII a. C., los sasánidas controlaban todo el golfo Pérsico, incluyendo las costas del norte y del sur.
Entre el 625 a. C. y el 226 a. C., la costa septentrional estuvo dominada por una sucesión de los imperios persas, incluyendo al Imperio medo, el Imperio aqueménida, los Seleúcidas y el Imperio parto. Durante el reinado del monarca aqueménida Darío I, los barcos persas controlaban las aguas del Golfo.
Fue la fuerza naval aqueménida la que estableció las bases navales a lo largo del río Shatt al-Arab, Baréin, Omán y Yemen. La flota aqueménida no solo sirvió para mantener la paz a lo largo del Shatt al-Arab,sino que abrió el comercio entre la India y el golfo Pérsico.
Después de la conquista del Imperio aqueménida, a manos de Alejandro Magno, y más tarde, tras la caída de los partos, el Imperio sasánida gobernó el norte y el sur del golfo, manteniendo la Ruta de la Seda. Muchos de los puertos comerciales persas estaban localizados sobre el golfo. Siraf, un antiguo puerto sasánida estaba en la costa septentrional del golfo, en la actual provincia de Bushehr. Siraf fue el primer puerto comercial en establecer comercio con China en el s. IV d. C.

### Colonial
La influencia portuguesa en el golfo Pérsico duró 250 años; sin embargo, desde principios del siglo XVI, el dominio portugués del golfo Pérsico, se enfrentó a los poderes locales y al Imperio Otomano. Tras la llegada de los ingleses y neerlandeses, el Imperio Safavid se alió con los recién llegados para disputar el dominio portugués de los mares en el siglo XVII.
La expansión portuguesa en el océano Índico a principios del siglo XVI, tras los viajes de exploración de Vasco da Gama, los vio luchar contra los otomanos en la costa del golfo Pérsico. En 1521, una fuerza portuguesa dirigida por el comandante Antonio Correia invadió Baréin para tomar el control de la riqueza creada por su industria de perlas. El 29 de abril de 1602, Shāh Abbās, el emperador persa del Imperio persa safávida expulsó a los portugueses de Baréin, y esa fecha se conmemora como el día nacional del golfo Pérsico en Irán. Con el apoyo de la flota británica, en 1622 'Abbās tomó la isla de Ormuz de manos de los portugueses; parte del comercio se desvió a la ciudad de Bandar 'Abbās, que había tomado de los portugueses en 1615 y que había bautizado con su nombre.
Por tanto, el golfo Pérsico se abrió a un floreciente comercio con los comerciantes portugueses y en siglo XVII neerlandeses, franceses y británicos, a los que se concedieron privilegios especiales. El Imperio Otomano se reafirmó en Arabia Oriental en 1871. Bajo la presión militar y política del gobernador de la Vilayet otomana de Bagdad, Midhat Pasha, la tribu gobernante Al Thani se sometió pacíficamente al dominio otomano. Los otomanos se vieron obligados a retirarse del área con el inicio de la Primera Guerra Mundial y la necesidad de tropas en varias otras fronteras.

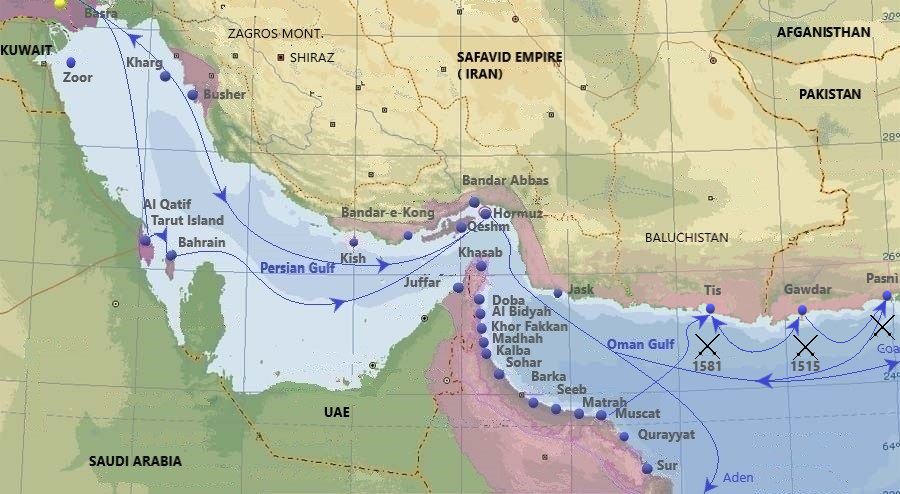
Púrpura - Portugueses en el golfo Pérsico en los siglos y. Principales ciudades, puertos y rutas.

## Oceanografía

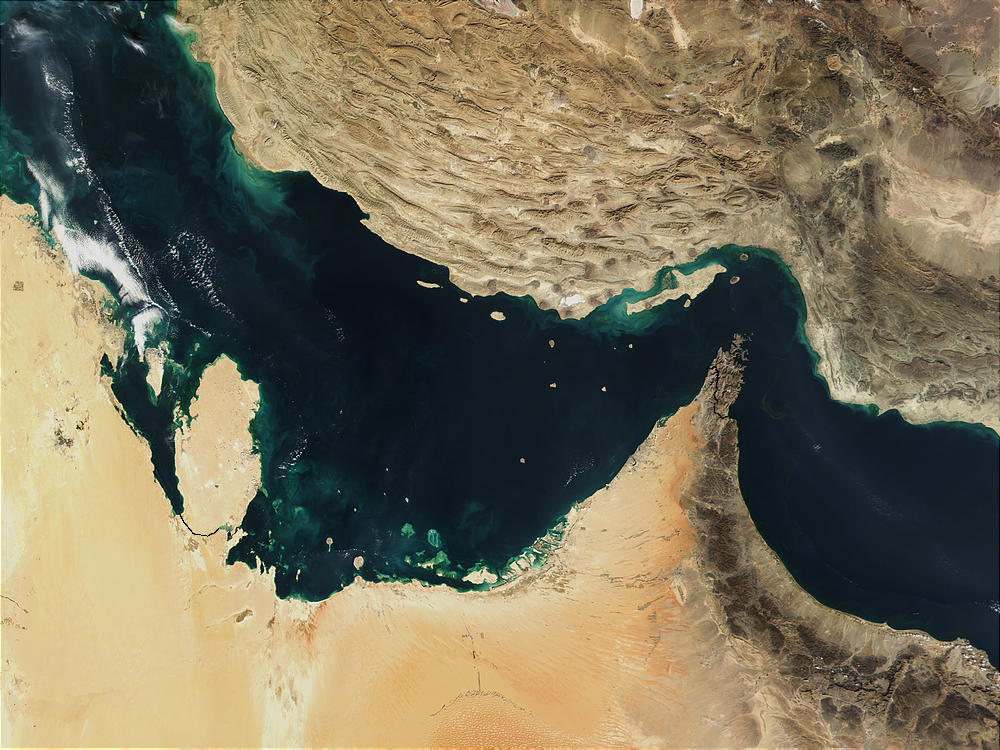
Imagen satelital del Golfo Pérsico

El Golfo Pérsico está conectado con el Océano Índico a través del Estrecho de Ormuz. Escribiendo el balance hídrico del Golfo Pérsico, las aportaciones son las descargas fluviales de Irán e Irak (estimadas en 2000 metros cúbicos (528 344,1 galAm) por segundo), así como las precipitaciones sobre el mar, que rondan los 180 mm (7,1 plg)/año en la isla de Qeshm. La evaporación del mar es elevada, por lo que tras considerar la descarga fluvial y los aportes pluviales, sigue existiendo un déficit de 416 km³ al año. Esta diferencia la aportan las corrientes del Estrecho de Ormuz. El agua del Golfo Pérsico tiene mayor salinidad y, por tanto, sale por el fondo del Estrecho, mientras que el agua del océano, con menor salinidad, entra por la parte superior. Otro estudio reveló las siguientes cifras para los intercambios de agua en el Golfo Pérsico: evaporación = -1,84 m (6 pies)/año, precipitaciones = 0,08 m (0,3 pies)/año, entrada desde el Estrecho = 33,66 m (110,4 pies)/año, salida del Estrecho = -32,11 m (105,3 pies)/año, y el balance es de 0 m (0 ft)/año. En los modelos informáticos se utilizan predominantemente datos de diferentes modelos de mecánica de fluidos computacional en 3D, normalmente con una resolución espacial de 3 kilómetros (1,9 mi) y una profundidad de cada elemento igual a 1-10 metros (3,3-32,8 pies).

## Delimitación de la IHO
La máxima autoridad internacional en materia de delimitación de mares a efectos de navegación marítima, la Organización Hidrográfica Internacional (OHI), considera el golfo Pérsico como un mar. En su publicación de referencia mundial, «Limits of oceans and seas» (Límites de océanos y mares, 3.ª edición de 1953), le asigna el número de identificación 41 y lo define de la forma siguiente (aunque no especifica de modo explícito que sea un mar):

En el sur.
El límite noroeste del golfo de Omán (40) [una línea que une Rás Limah (25°57'N), en la costa de Arabia, y Ras al Kuh (25°48'N) en la costa de Irán (Persia)].
Limits of oceans and seas, pág. 21.

## Economía
El recurso natural casi exclusivo del Golfo es el petróleo; por sus aguas circula casi un tercio del tráfico mundial de este compuesto. Los mayores productores crearon la Organización de Países Exportadores de Petróleo (OPEP). Esta organización controla el suministro a través de las grandes petroleras, o mediante los oleoductos que llegan hasta los mares Mediterráneo y Rojo, que permiten evitar el tránsito por el estrecho de Ormuz y el canal de Suez. Esto ha supuesto una gran contaminación de las aguas marinas: en el año 2000 estaba estimada en unos 1,14 millones de toneladas de petróleo vertidas por el 40 % de los 6000 petroleros que transitan cada año por el estrecho de Ormuz.
El 25 de mayo de 1981 se creó en Abu Dabi el Consejo de Cooperación para los Estados Árabes del Golfo, en los Emiratos Árabes Unidos. Seis Estados árabes del golfo Pérsico son miembros:
- Emiratos Árabes Unidos
- Baréin
- Arabia Saudita
- Omán
- Kuwait
- Catar

Los reinos de Marruecos y Jordania están en proceso de adhesión. La finalidad del Consejo es favorecer la cooperación y coordinación entre los Estados miembros en los ámbitos de la economía, las finanzas, el comercio, las políticas aduaneras, el turismo y la investigación.

## Salinidad
Con una longitud de un millar de kilómetros y una anchura de 200 a 300, el golfo Pérsico es casi un mar cerrado, cuya profundidad máxima es apenas de 50 metros. Recibe menos agua de los cursos fluviales de Irán e Irak, que se pierde debido a la evaporación. Esto explica su salinidad, que alcanza de 45 a 100 gramos de sal por litro. A veces sobre los 100, en cuyo caso se pueden llegar a formar sebhas o mares salinas naturales. El nivel se mantiene gracias a la corriente procedente del océano Índico que discurre a través del estrecho de Ormuz, la cual retorna en el sentido inverso a las agujas del reloj.